# Нормальна форма Чибраріо
Нормальна форма Чибраріо — нормальна форма диференціального рівняння, нелінійного за похідною, в околі найпростішої особливої точки. Назву запропоновано В. І. Арнольдом, на честь італійського математика Марії Чибраріо, що встановила цю нормальну форму для одного класу рівнянь.
Нехай диференціальне рівняння має вигляд
{\displaystyle F(x,y,p)=0,\ } где {\displaystyle p={\frac {dy}{dx}}.}
Функція {\displaystyle F} є дійсною, гладкою класу {\displaystyle C^{\infty }} (або аналітичною) за сукупністю всіх трьох змінних. Особливі точки такого рівняння — це точки тривимірного простору з координатами {\displaystyle (x,y,p)}, що лежать на поверхні, що задається рівнянням {\displaystyle F=0}, в яких похідна {\displaystyle F_{p}} дорівнює нулю, тобто проектування {\displaystyle \pi } поверхні {\displaystyle \{F=0\}} на площину змінних {\displaystyle x,y} вздовж напрямку осі {\displaystyle p} є нерегулярним. У загальному випадку множина особливих точок утворює на поверхні {\displaystyle \{F=0\}} криву, що називають кримінантою. Проєкція кримінанти на площину {\displaystyle (x,y)} називається дискримінантною кривою, її точки теж часто називають особливими точками рівняння, хоча при цьому можлива неточність: при проектуванні {\displaystyle \pi } різним точками поверхні {\displaystyle \{F=0\}} може відповідати одна і та ж точка площині змінних {\displaystyle (x,y)}.

## Теорема про нормальну форму
Найпростішими особливими точками рівняння {\displaystyle F(x,y,p)=0} є так звані регулярні особливі точки, в яких проектування {\displaystyle \pi } має особливість, яка називається складкою Вітні, і контактна площина не торкається поверхні {\displaystyle F=0.} Це рівнозначно виконанню в даній точці умов:
{\displaystyle F=0,\quad F_{p}=0,\quad F_{pp}\neq 0,\quad F_{x}+pF_{y}\neq 0.}
| Теорема. В околі регулярної особливої точки рівняння {\displaystyle F(x,y,p)=0} з гладкою (або аналітичною) функцією {\displaystyle F} гладко (відповідно, аналітично) еквівалентно рівнянню {\displaystyle p^{2}-x=0,} що називають нормальною формою Чибраріо |

## Приклади
Нормальна форма Чибраріо є характеристичним рівнянням для рівняння Трикомі
{\displaystyle u_{xx}-xu_{yy}=0},
що відноситься до еліптичного типу в напівплощині {\displaystyle x<0} і до гіперболічного — в напівплощині {\displaystyle x>0}.
Рівняння {\displaystyle p^{2}-x=0} легко інтегрується: графіки його розв'язків утворюють сімейство напівкубічних парабол
{\displaystyle y=\pm {\frac {2}{3}}x^{\frac {3}{2}}+{\rm {const,}}}
які заповнюють напівплощину {\displaystyle x>0}, каспи яких лежать на дискримінантній кривій — осі {\displaystyle y}.